# Elisabeth Klante
Elisabeth Klante ist eine deutsche Juristin. Sie war von 1999 bis 2019 Richterin am Bundespatentgericht in München.

## Beruflicher Werdegang
Elisabeth Klante war vor ihrer Berufung an das Bundespatentgericht 1999 Ministerialrätin. Am Bundespatentgericht war sie, zunächst als Richterin kraft Auftrags, in einem Marken-Beschwerdesenat tätig. 2003 wechselte sie in einen Technischen Beschwerdesenat. Ab 2007 war sie weiteres rechtskundiges Mitglied  und regelmäßige Vertreterin des Vorsitzenden in einem Nichtigkeitssenat. Da im Bundespatentgericht mehrheitlich naturwissenschaftlich ausgebildete Richter tätig sind, werden die Juristen als „rechtskundige Mitglieder“ bezeichnet.
2011 wurde sie zur Vorsitzenden Richterin in einem Marken-Beschwerdesenat ernannt. Ab 2013 war sie außerdem Güterichterin. 2015 war sie Vorsitzende Richterin in einem Nichtigkeitssenat, von 2016 bis 2019 wieder in einem Marken-Beschwerdesenat.
Im Geschäftsverteilungsplan 2020 war Elisabeth Klante nicht mehr verzeichnet.
Die Juristin war 2012 und 2013 Stellvertretende des Vorsitzenden der Prüfungskommission für Patentanwälte.